# Ray City
Ray City é uma cidade localizada no estado americano de Geórgia, no Condado de Berrien.

## Demografia
Segundo o censo americano de 2000, a sua população era de 746 habitantes.
Em 2006, foi estimada uma população de 774, um aumento de 28 (3.8%).

## Geografia
De acordo com o United States Census Bureau tem uma área de
2,1 km², dos quais 2,1 km² cobertos por terra e 0,0 km² cobertos por água. Ray City localiza-se a aproximadamente 58 m acima do nível do mar.

## Localidades na vizinhança
O diagrama seguinte representa as localidades num raio de 24 km ao redor de Ray City.